# Jancis Robinson
Jancis Mary Robinson OBE, ComMA, MW (nascida em 22 de abril de 1950) é uma crítica de vinhos britânica, jornalista e escritora de vinhos. Atualmente, ela escreve uma coluna semanal para o Financial Times e escreve para seu site JancisRobinson.com, atualizado diariamente. Ela também presta consultoria para a adega da Casa Real Britânica. 

## Infância e educação
Robinson nasceu em Carlisle, Cumbria, estudou matemática e filosofia no St Anne's College, Universidade de Oxford,  e trabalhou para uma empresa de viagens depois de sair da universidade. De acordo com seu site, ela trabalhou em marketing para a Thomson Holidays. 

## Carreira
Robinson começou sua carreira de escritora de vinhos em 1º de dezembro de 1975, quando se tornou editora assistente da revista especializada Wine & Spirit.  Em 1984, ela se tornou a primeira pessoa fora do comércio de vinhos a se tornar Master of Wine. De 1995 até renunciar em 2010, atuou como consultora de vinhos da British Airways e supervisionou a seleção de luxo da adega BA Concorde. 
Como escritora de vinhos, ela se tornou uma das principais escritoras mundiais de material educacional e enciclopédico sobre vinho e foi descrita pela Decanter como "a crítica e jornalista de vinhos mais respeitada do mundo". A Oxford Companion to Wine, editada por Robinson, é amplamente considerada a enciclopédia de vinhos mais abrangente do mundo.  A primeira edição foi publicada em 1994, e levou cinco anos para ser escrita depois que ela foi contratada como editora em 1988.  Além disso, o Atlas Mundial do Vinho, de Hugh Johnson e Robinson, é um dos principais atlas de vinhos do mundo. 
Ela tem um doutorado honorário da Open University, e se tornou membro da Ordem do Império Britânico em 2003, entre vários outros prêmios por sua escrita. Seus elogios incluem vários prêmios Glenfiddich e André Simon Memorial Awards, e uma seleção como a "Mulher do Ano de 1999" da Decanter. Em 2016, ela foi nomeada Officier de l'Ordre du Mérite Agricole, recebeu a maior honraria da associação VDP alemã e ganhou o prêmio James Beard nos EUA. 
Em 2012, Allen Lane (Penguin) no Reino Unido e Ecco nos EUA publicaram um livro de 1.200 páginas chamado Wine Grapes, de co-autoria de Robinson com Julia Harding MW e Jose Vouillamoz. O livro fornece detalhes abrangentes sobre 1.368 variedades de videiras e ganhou seis prêmios importantes. 

## Honras
- Oficial da Ordem do Império Britânico, Reino Unido (2003)
- Oficial da Ordem do Mérito Agrícola, França (2010) [8] [9]
- Comendador da Ordem do Mérito Empresarial (Categoria do Mérito Agrícola), Portugal (2011) [10]